# Ментенон (замок)
Ментенон (фр. Château de Maintenon) — дворцово-замковый комплекс, построенный на месте бывшего средневекового замка. Расположен в коммуне Ментенон, в департаменте Эр и Луар в регионе Центр — Долина Луары, Франция. Наиболее известен как частная резиденция второй супруги короля Людовика XIV, мадам де Ментенон. Причём имя, под которым она вошла в историю, знаменитая француженка взяла после приобретения замка. В 1944 году комплекс был включён в список охраняемых исторических памятников Франции. По своему типу относится к замкам на воде.

## История

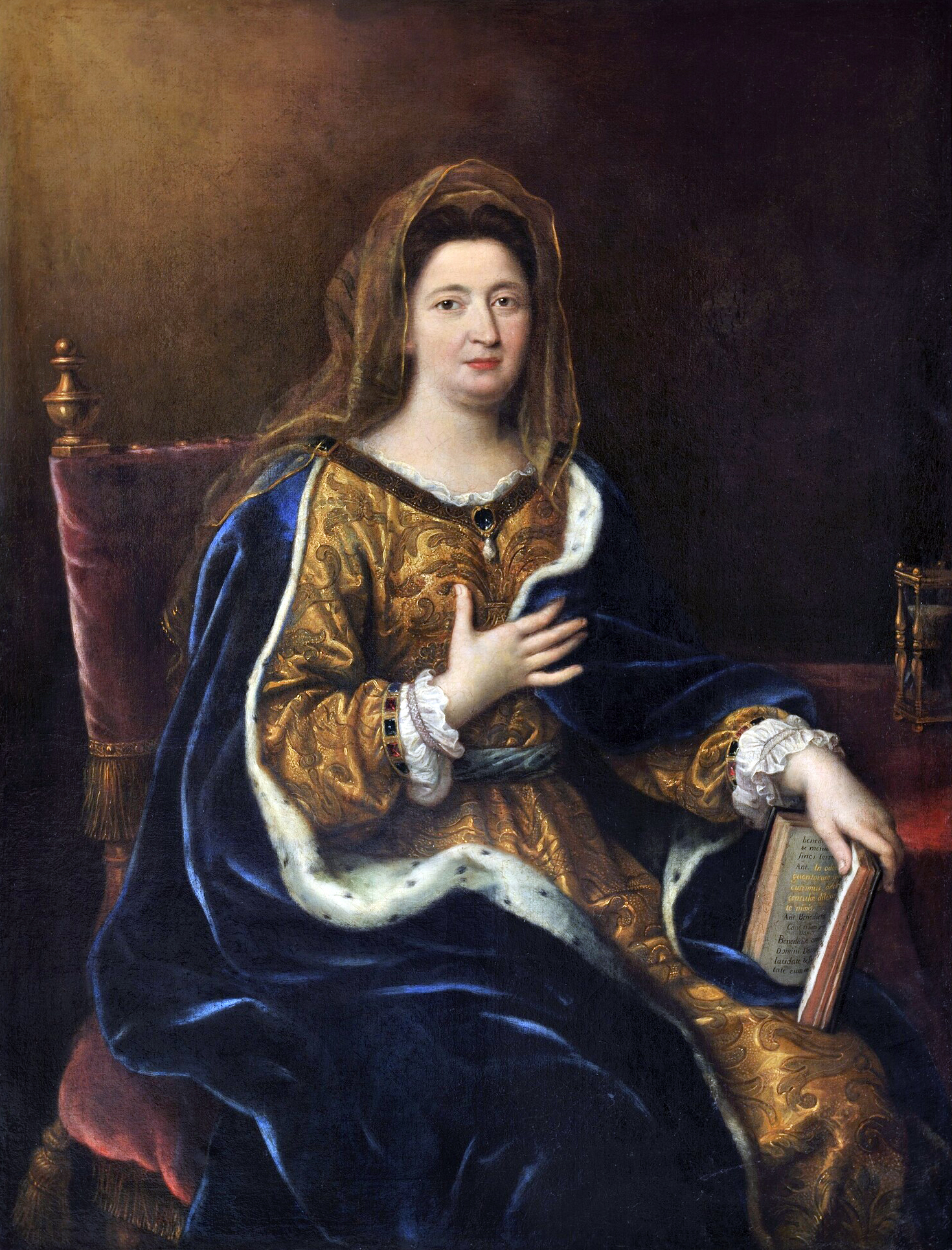
Портрет мадам де Ментенон, самой известной хозяйки замка

### Ранний период
Средневековая крепость появилась на этом месте в XIII веке. Внешние стены и оборонительные башни окружал ров с водой. Попасть внутрь можно было только по подъёмному мосту.
История имения прослеживается с X века. Самым первым известным собственником земли является Авесго I, он именуются первым лордом де Ментенон. С 1028 года ему наследовали сын Жермонд I, а с 1053-го — внук Авесго II. В дальнейшем замок также долго переходил по прямой линии от отца к сыну: с 1083 года — Жермонд II, с 1086 по 1120 год — Менье. С 1123 по 1135 год Амори I, около 1150-го Гийом, около 1180-го — Жан, с 1200 по 1237 год — Амори II, около 1240-го — Амори III, а с 1248 — Гуго. Наконец на нём столь благополучное продолжения слегда нарушилось. Гуго не имел сыновей и имение перешло к его брату Жану, который стал владельцем поместья около 1260 года. Дальше опять собственность долго переходтла от отца к сыну. Жану наследовали Амори IV, Амори V (1346–1373), Тибо, Жан II (около 1473 года), Роберт (после 1485-го). На нём род пресёкся.
В конце 1497 года хозяином замка стал рыцарь Амори Лоресс. У него поместье в начале XVI века купил казначей Людовика XII Жан Коттеро. Он превратил крепость в респектабельную загородную резиденцию. С конца 1503 года Жан Коттеро проводил в замке много времени. 

Родовой герб семьи д'Анженн (дворянский род)

### Семья Анженн
Следующим владельцем комплекса оказалась семья Анженн.
- 1526: Жак д'Анженн (до 1562), сеньор Рамбуйе. Он стал хозяином замка после женитьбы на Изабо, дочери и наследнице Жана Коттеро. С этого времени замок снова стал переходить от отца к сыну. Причём наследники умудрялись через удачные браки приумножать состояние рода.
- После 1573 года: Луи д’Анженн (1536 — после 1601), первый маркиз Ментенон, барон де Месле, сеньор Ла Мутоньера, дю Мутье и Ла Вильнёв. Был женат на Франсуазе д’О.
- С 1607 года: Шарль, маркиз Ментенон, барон Месле, сеньор Ла Мутоньера, Мутье и Ла Вильнёва, сын предыдущего, женится на Франсуазе де Бленвиль, Сальвера и Сен-Жерве;
- С 1640: Луи, маркиз де Ментенон, барон, затем маркиз де Месле, сеньор Ла Мутоньер, дю Мутье, Ла Вильнев, Бленвиль и Сен-Жерве. Был женат на Мари Ле Клерк дю Трамбле. На нём род пресёкся.
- Во второй половине XVII века собственникм замка был Шарль Франсуа (1648-1691), маркиз де Ментенон. Был женат на Катрин дю Пуайе де Пуанси. Именно маркиз продал имение самой знаменитой хозяйке поместья — мадам де Монтенон.

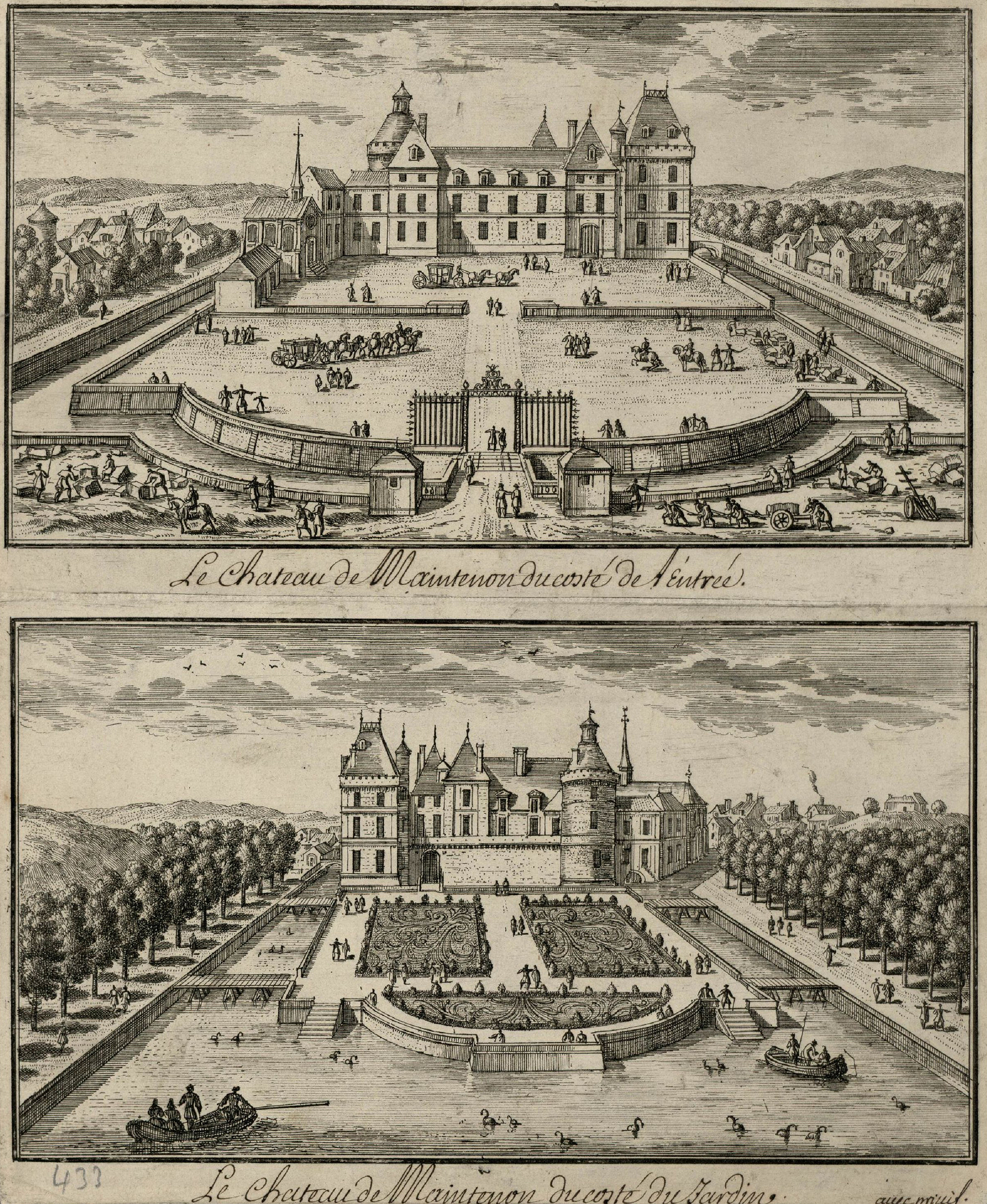
Замок на рисунке XVII века

### Семья Обинье
- С 1674: Франсуаза д'Обинье, ставшая более известной как мадам де Ментенон (1635–1719). Она купила не только замок и прилегающие земли, но также престижный наследственный титул маркиза де Ментенон. Новая хозяйка провела масштабную реконструкцию комплекса. В 1677 году любовница короля Мадам де Монтеспан родила в замке дочь, будущую мадемуазель де Блуа. А в период с 1689 по 1691 в имении проживал знаменитый драматург Жан Расин. Тут он создал свою трагедию «Эстер и Аталия»[2].

Родовой герб семьи Ноай

### Дом Ноай
- В 1698 году Франсуаза Шарлотта д'Обинье[фр.] (1684-1739), племянница госпожи де Ментенон, вышла замуж за Адриана Мориса де Ноай, графа Айенского (1678-1766), будущего маршала Франции и герцога Ноайского. Госпожа де Ментенон подарила ему замок в качестве приданого;
- С 1766 года: Людовик де Ноай, герцог Ноай (1713–1793), сын и наследник Адриана Мориса. В 1737 году он женился на Катрин де Коссе-Бриссак;
- После 1793 года: Жан-Луи-Поль-Франсуа, герцог Ноай (1739–1824), сын Людовика. Он был женат с 1755 года на Анриетте-Анне-Луизе д’Агессо. Однако новый владелец умер, не оставив потомков мужского пола;
- В 1824 году замок унаследовал Поль, герцог Ноай (1802–1885), внучатый племянник Жана-Луи-Поля-Франсуа. Он был женат на Алисе де Рошшуар-Мортемар;
- С 1885 году хозяином поместья стал Жюль Шарль Виктюрньен, герцог Ноай (1826–1895), сын Поля. Был женат с 1851 года на Клотильде де ла Ферте-Мён;
- В 1895 году Жюлю Шарлю наследовал свн Адриен Морис Виктюрньен Матье, герцог Ноай (1869–1953). Он женился в1892 году на Иоланде де Люин. Их сын Жан-Морис-Поль-Жюль де Ноай[фр.], герцог Айенский (1893-1945) скончался в конце Второй мировой войны и не успел вступить в наследство. Этот человек был женат на Соланж де Лабрифф с 1919 года;
- С 1953 года: Женевьева де Ноай (1921–1998), дочь Жана Мориса. В 1947 году она вышла замуж за Жана Гастона Амори Рэйндра, внука Гастона Рэйндра, известного дипломата, посла Франции в Швейцарии, а затем в Японии.

### Фонд Мансарта
- В 1983 году владельцы замка уступили поместье и все здания специально созданной организации: Фонду замка Ментенон, который позднее получил название Фонд Мансар[фр.];
- В 2005 году по договору долгосрочной аренды с Фондом Мансара управление замком перешло к муниципальному совету департамента Эр и Луара. С этого времени местные власти занимаются ремонтом и реставрацией зданий, музейной работой, обслуживанием коммуникаций, а также организацией выставок и сдачей комплекса в аренду для различных мероприятий.

## Описание

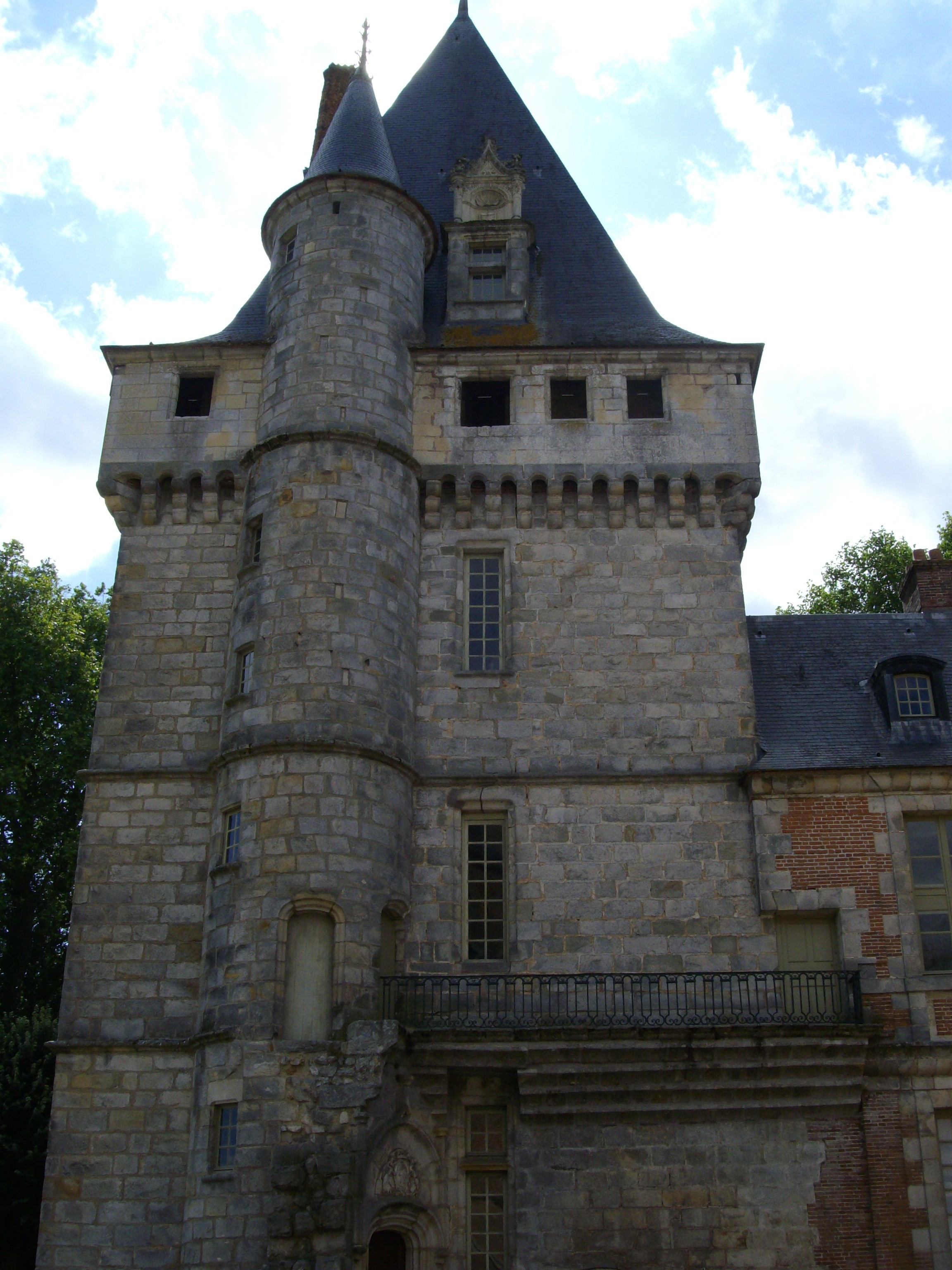
Донжон замка и примыкающая к нему лестничная башня. Вид c восточной стороны

### Общие сведения
Основными особенностями замка являются мощный средневековый донжон, построенный ещё в XIII веке, и главный корпус с примыкающими к нему тремя круглыми башнями. Восточное и западное крылья образуют внутренний двор. Вода в ров поступала из протекающей рядом реки Эр. Вокруг замка имелся обширный парк. В XVII веке в имении построили оранжереи и конюшни.
Живописный вид разнообразных башен и крыш очень понравился французскому писателю Франсуа Рене де Шатобриану. Он сравнил особый тип замка Ментенон c характером аббатства или старого городка «с его шпилями и башенками, сгруппированными в случайном порядке».
В дальнем конце сада находится акведук, пересекающий Канал Европы (также известный как канал Людовика XIV). Масштаб сооружения так впечатлил Шатобриана, что тот назвал его «произведением, достойным римских Цезарей». 

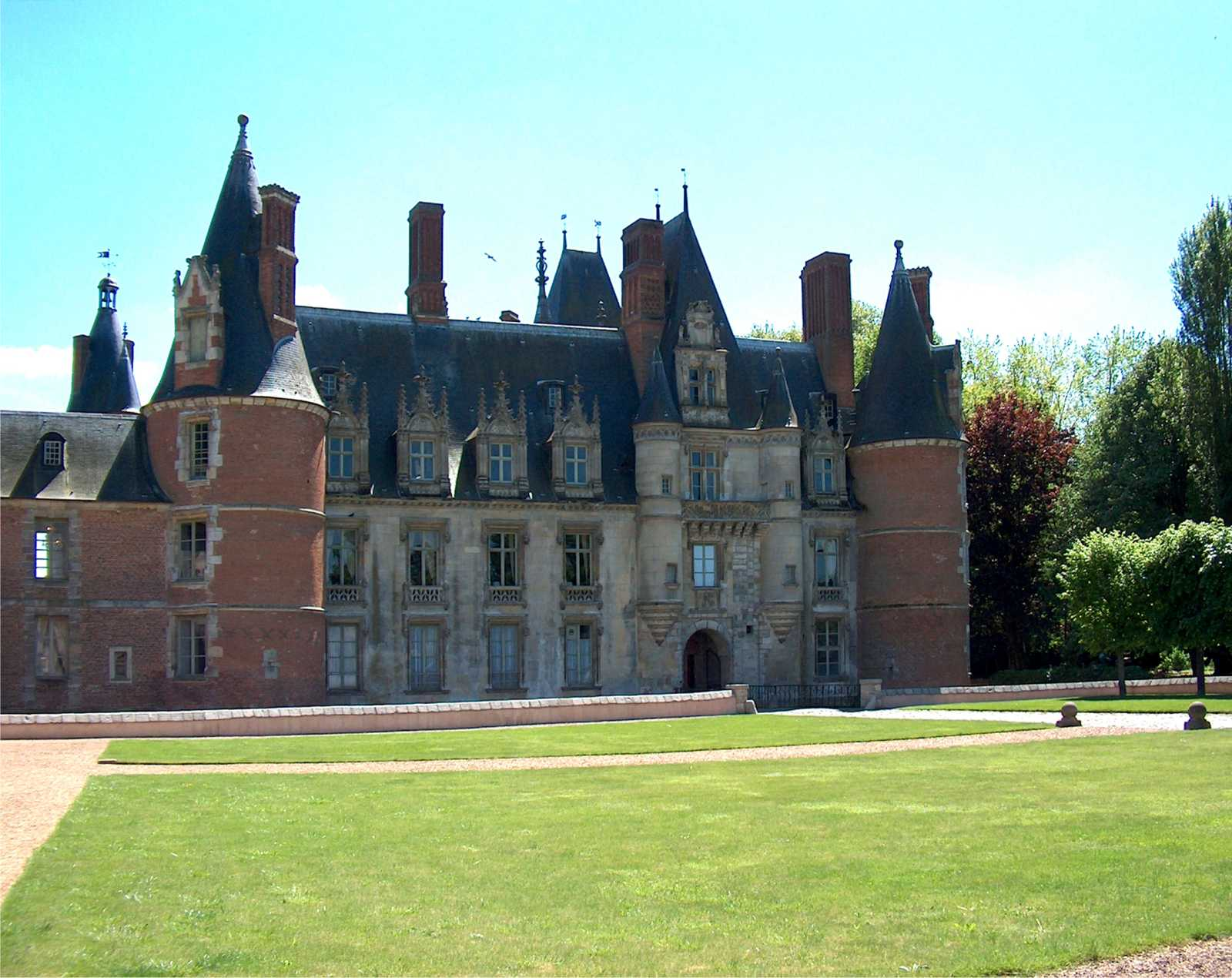
Главное здание

### Главный корпус
Внутри главного здания полностью отреставрированы интерьеры основных помещений. Во время экскурсии здесь можно увидеть старинную мебель и предметы быта высшей знати Франции. При этом следует иметь в виду, что для туристов открыты не все пространства. В частности, нельзя попасть в боковые башни. Основные помещения:
- Так называемые «Маленькие апартаменты», расположенные на втором этаже, включают в себя спальню мадам де Ментенон, уютную гостиную и частную молельню. Рядом находится спальня герцога Луи де Ноайя, перед которой также имеется собственная гостиная. Этот человек унаследовал замок в 1718 году уже после смерти мадам де Ментенон.
- Гранд-апартаменты, расположенные в круглой башне. Здесь можно увидеть два гостевых салона, оформленные в китайском стиле.
- Салон дю Руа. Здесь находилась личная спальня Людовика XIV, когда он останавливался в завке в качестве гостя своей тайной супруги.
- Бильярдная комната. Это помещение было создано уже в XIX веке.
- Библиотека. Помещение отделано в стиле Второй империи, характерном для эпохи Наполеона III. Здесь хранились ценные книги из личной коллекции мадам де Ментенон.
- Портретная галерея. В ней представлены полотна из родовой коллекции живописи Дома Ноай. В галерее установлен кенотаф в честь мадам де Ментенен[2].

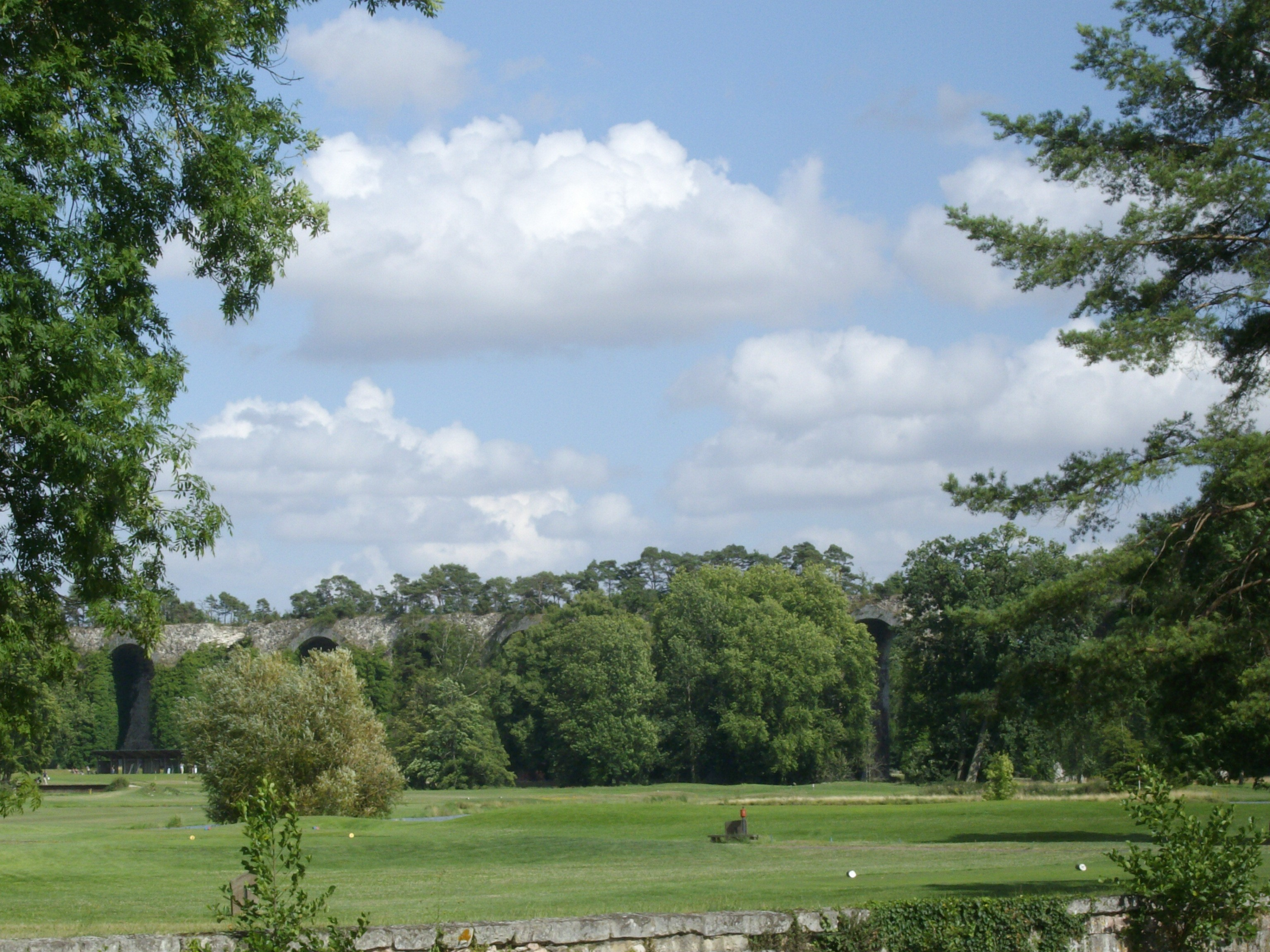
В замковом парке

### Замковый парк
Главный парковый партер был спроектирован известным ландшафтным архитектором Андре Ленотром, который также работал в Версале, в Сен-Жерменском дворце и Марли. На протяжении многих лет партер имел две переплетающиеся буквы «L» в честь Людовика XIV. В 2013 году в ознаменование 400-летия со дня рождения Андре Ленотра сад был реконструирован в первоначальном виде «французского формального сада». Две аллеи, получившие современные названия в честь самого Ленотра и Расина, проходят вдоль реки Эр.

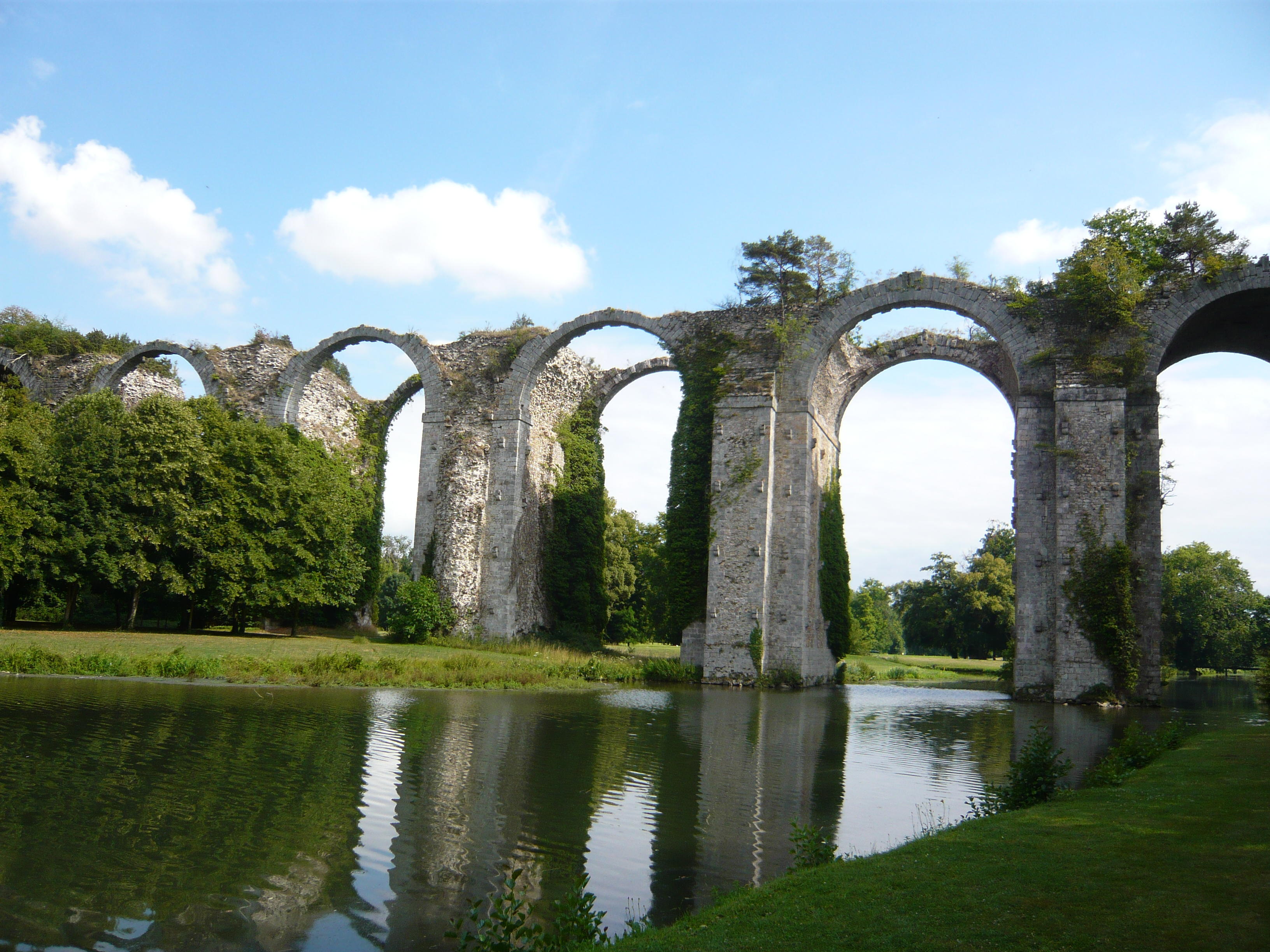
Руины знаменитого акведука

### Акведук
Отдельной достопримечательностью является акведук, который можно осмотреть в дальнем конце парка. Он возведён по проекту маркиза Себастьена Ле Претра де Вобана между 1685 и 1690 годами для отправки воды из реки Эр в сады и фонтаны Версальского дворца. По планам, вода должна была преодолеть расстояние примерно в 80 километров до места назначения. Ажурные арки сооружения достигают высоты 20 метров. Строительство акведука считалась столь сложным и важным, что Вобан лично руководил работами.
По первоначальному проекту акведук должен был иметь 47 аркад в первом ряду, 195 — во втором и 390 — в третьем. Успешному завершению строительства помешали войны, который вёл Людовик XIV. Акведук также включён в список исторический памятников как самостоятельный объект.

## В массовой культуре
В замке неоднократно проходили съёмки художественных фильмов и сериалов, в том числе и очень известных:
- 1952: «Фанфан-тюльпан», художественный фильм.
- 1956: «Вокруг света за 80 дней», художественный фильм.
- 1961: «Капитан Фракасс», художественный фильм.
- 1981: «Профессионал», художественный фильм.
- 1995: «Путь короля», мини-сериал.

## Галерея

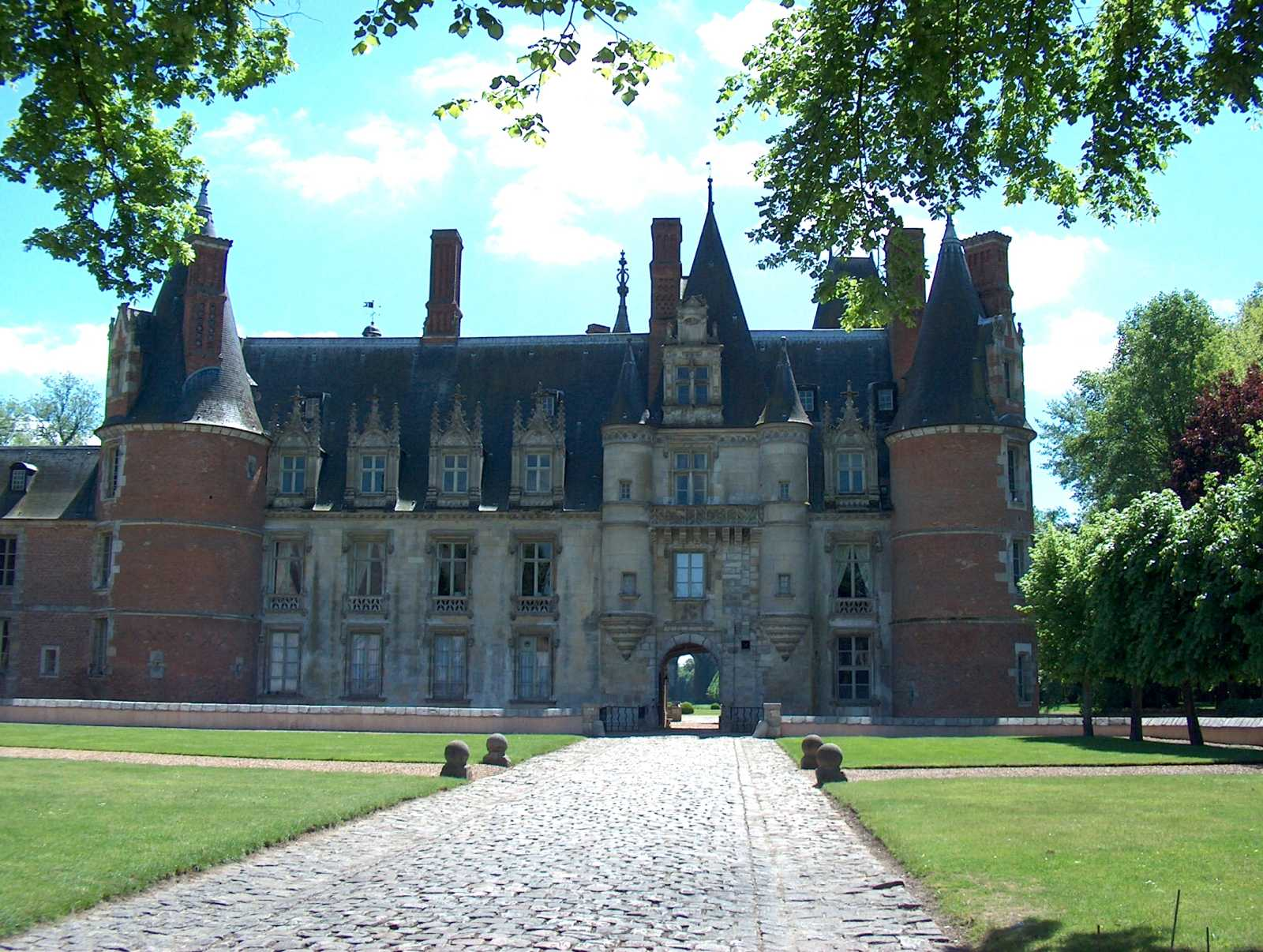
Вид замка с северной стороны
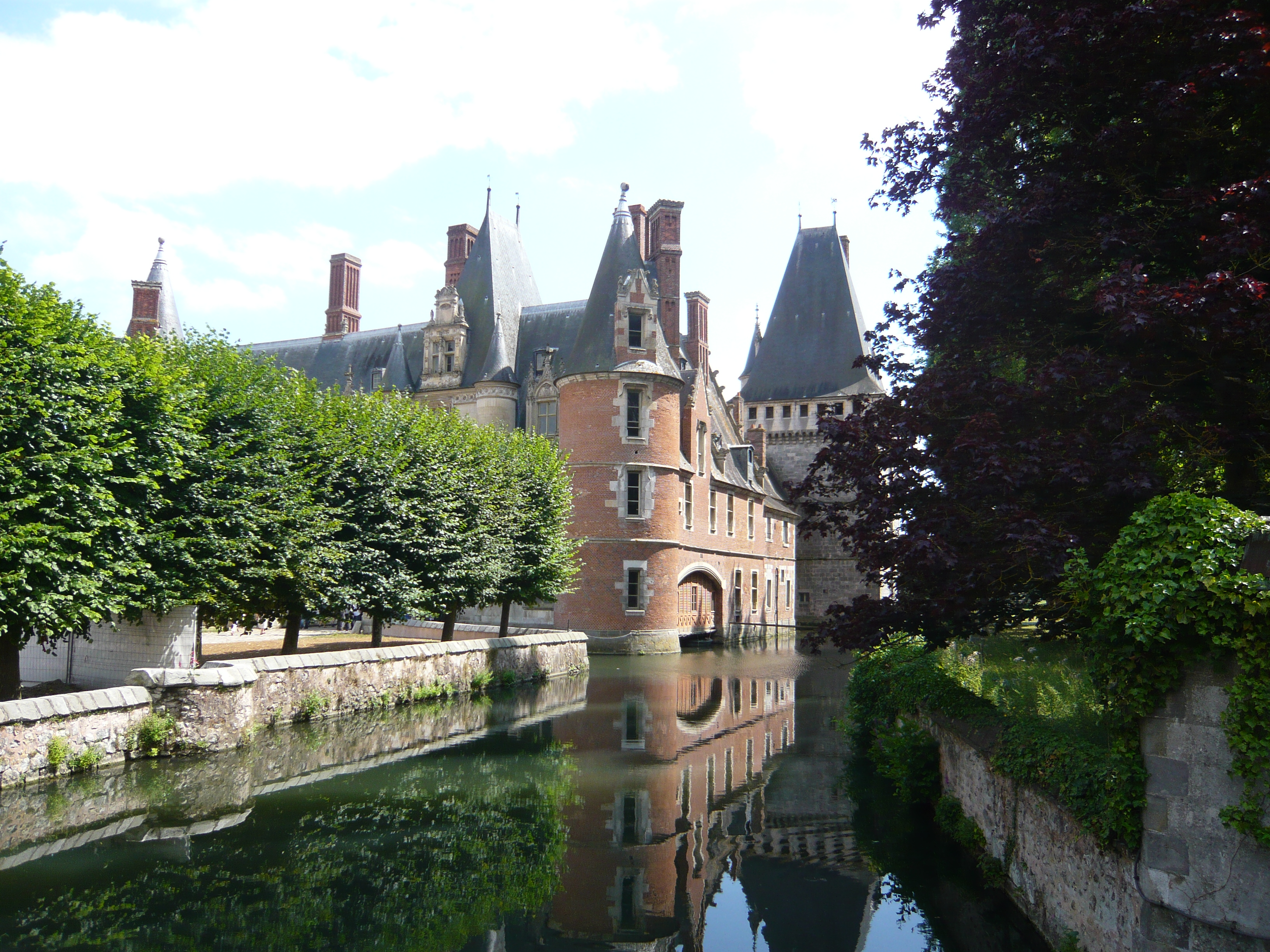
Комплекс со северо-западной стороны
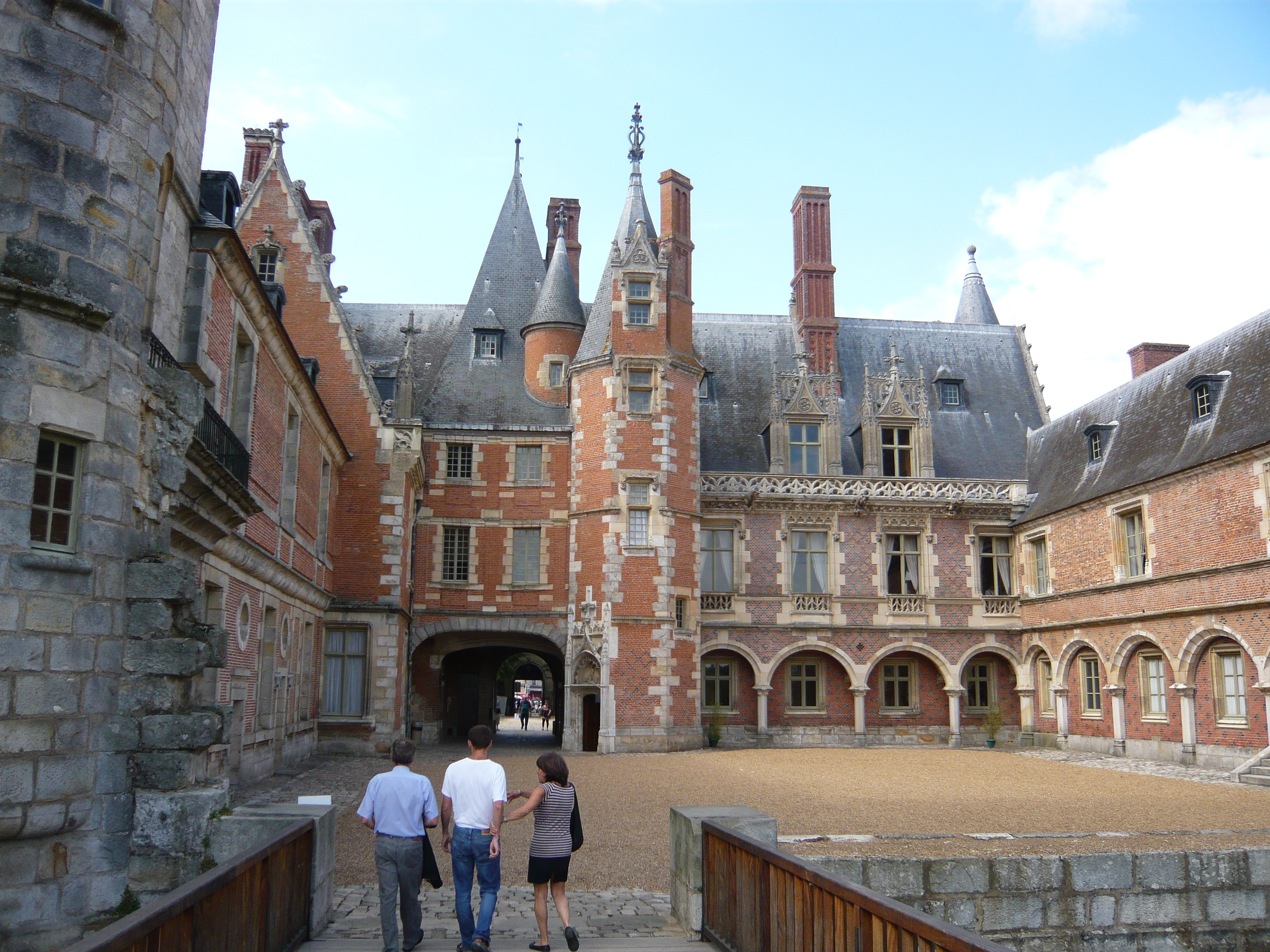
Внутренний двор замка
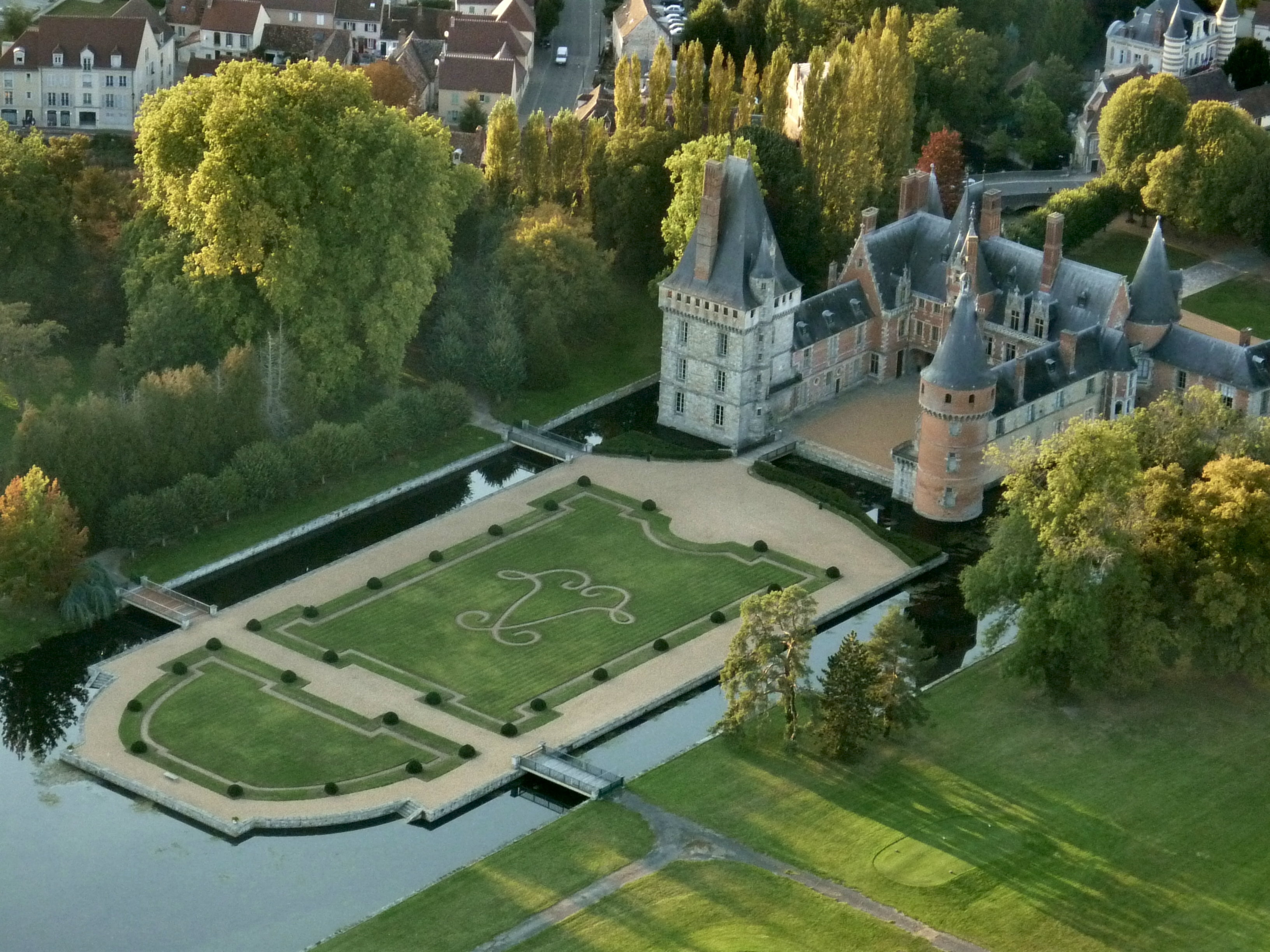
Вид замка с высоты птичьего полёта
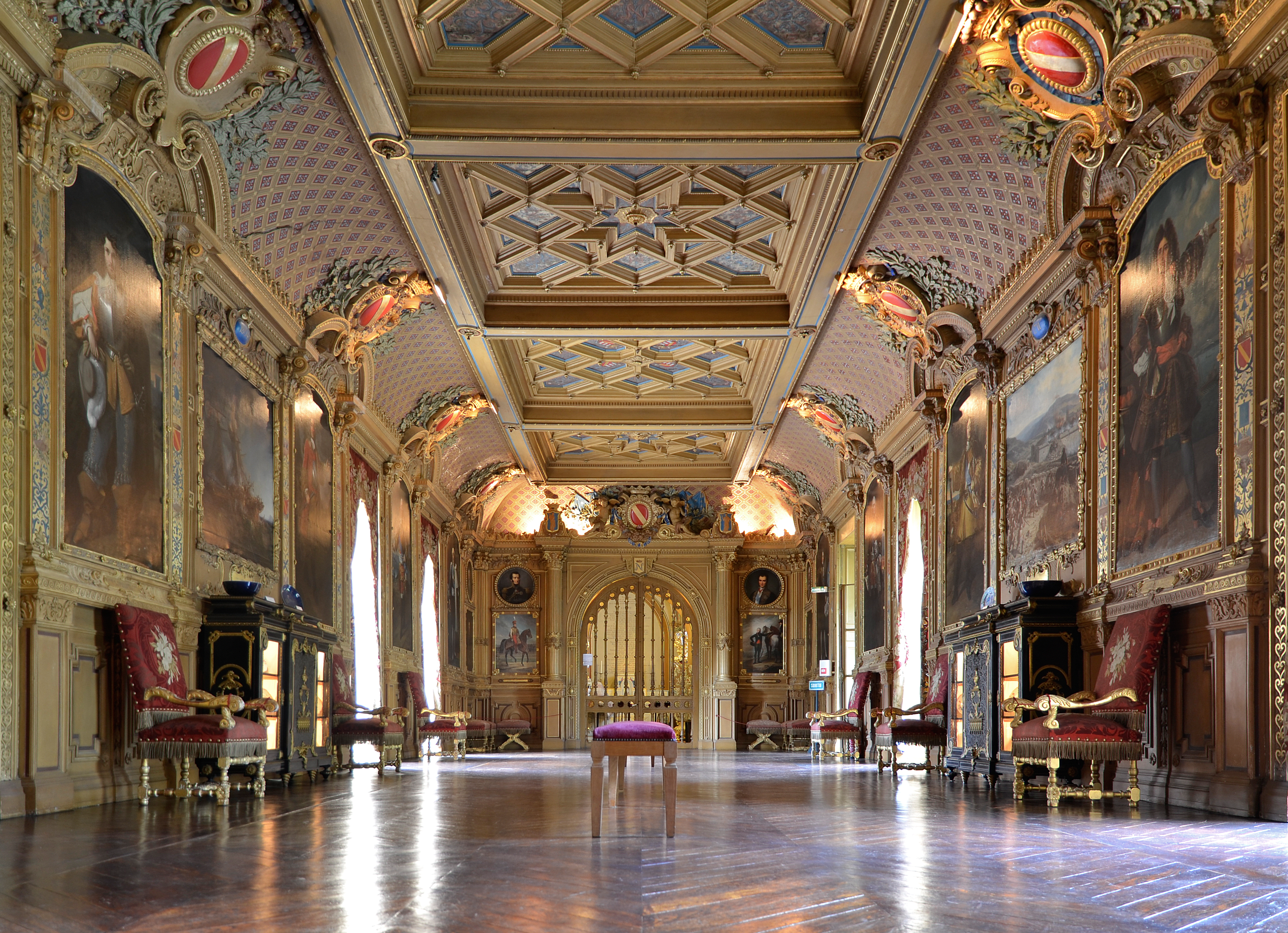
Гранд-галерея внутри замка